# Gare de Vivier-au-Court
La gare de Vivier-au-Court est une gare ferroviaire (fermée) française de la ligne de Vrigne-Meuse à Vrigne-aux-Bois, située sur le site de l'usine de La Fonte Ardennaise, à proximité du centre ville de la commune de Vivier-au-Court, dans le département des Ardennes en région Champagne-Ardenne.
Une halte est mise en service au Port Sec en 1873 et la gare, sur un nouveau tracé, en 1911 par la Compagnie des chemins de fer de l'Est. Elle est fermée au service des voyageurs en 1930 et le dernier train de marchandises la dessert en 1991. L'ancien bâtiment voyageurs est réaffecté en bâtiment de bureaux par l'usine de La Fonte Ardennaise.

## Situation ferroviaire
Établie à 163 m d'altitude, la gare de Vivier-au-Court était située au point kilométrique (PK) 3,800 de la ligne de Vrigne-Meuse à Vrigne-aux-Bois, entre les gares de Vrigne-Meuse et de Vrigne-aux-Bois.

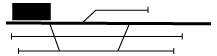
Plan des voies de la gare en 1962.

En 1962, la gare comporte un bâtiment voyageurs et trois voies de services embranchées sur la ligne.
La ligne est déclassée en 1993 et la voie a été déposée depuis.
La gare n'a plus d'activité ferroviaire.

## Histoire

### Halte du Port sec
Une halte, située au « Port sec sur le tracé du chemin noir », est mise en service le 20 juillet 1873, par la Compagnie des chemins de fer de l'Est, lorsqu'elle ouvre à l'exploitation la ligne de Vrigne-Meuse à Vrigne-aux-Bois qu'elle exploite pour le compte du département des Ardennes. Le service ne concerne en principe que les marchandises mais le trains doit parfois comporter une voiture pour les voyageurs.
En 1876 la commune vote, comme sa voisine de Vrigne-aux-Bois une subvention pour obtenir un service régulier pour les voyageurs. Le service est mis en place en 1878, il offre la particularité d'être fait avec un omnibus hippomobile c'est-à-dire que le train est tracté par un ou deux chevaux. En 1882 elle revient sur une demande de modification du tracé pour avoir une gare proche du bourg et en 1898 elle fait un vœu pour qu'une locomotive remplace les chevaux. Le 14 juillet 1901, la halte du Port sec est desservie par un véritable train le jour de son inauguration.

### Gare près du bourg
Le 25 août 1911, c'est l'inauguration de la gare de Vivier-au-Court, lors de l'ouverture à l'exploitation du nouveau tracé de la ligne. En 1914 il y a huit arrêt de la navette et seulement quatre en 1926.Le trafic voyageurs est transféré sur la route en 1929. et fermé officiellement le 20 juillet 1930.
Le service marchandises est officiellement fermé en 1943, néanmoins la desserte de plusieurs entreprises se poursuit jusqu'au début des années 1970. Ensuite la desserte ne concerne plus que l'usine de La Fonte Ardennaise, située dans la cour de la gare, jusqu'au 31 mai 1991. La ligne et la gare sont déclassées le 2 février 1993.

## Service des voyageurs
Gare fermée.

## Patrimoine ferroviaire
L'ancien bâtiment voyageurs, de style « Est moderne » (1911), a été réaménagé en bureaux par l'usine de La Fonte Ardennaise. À proximité, au bord du rond-point, l'ancien « Café de la gare » est toujours présent.

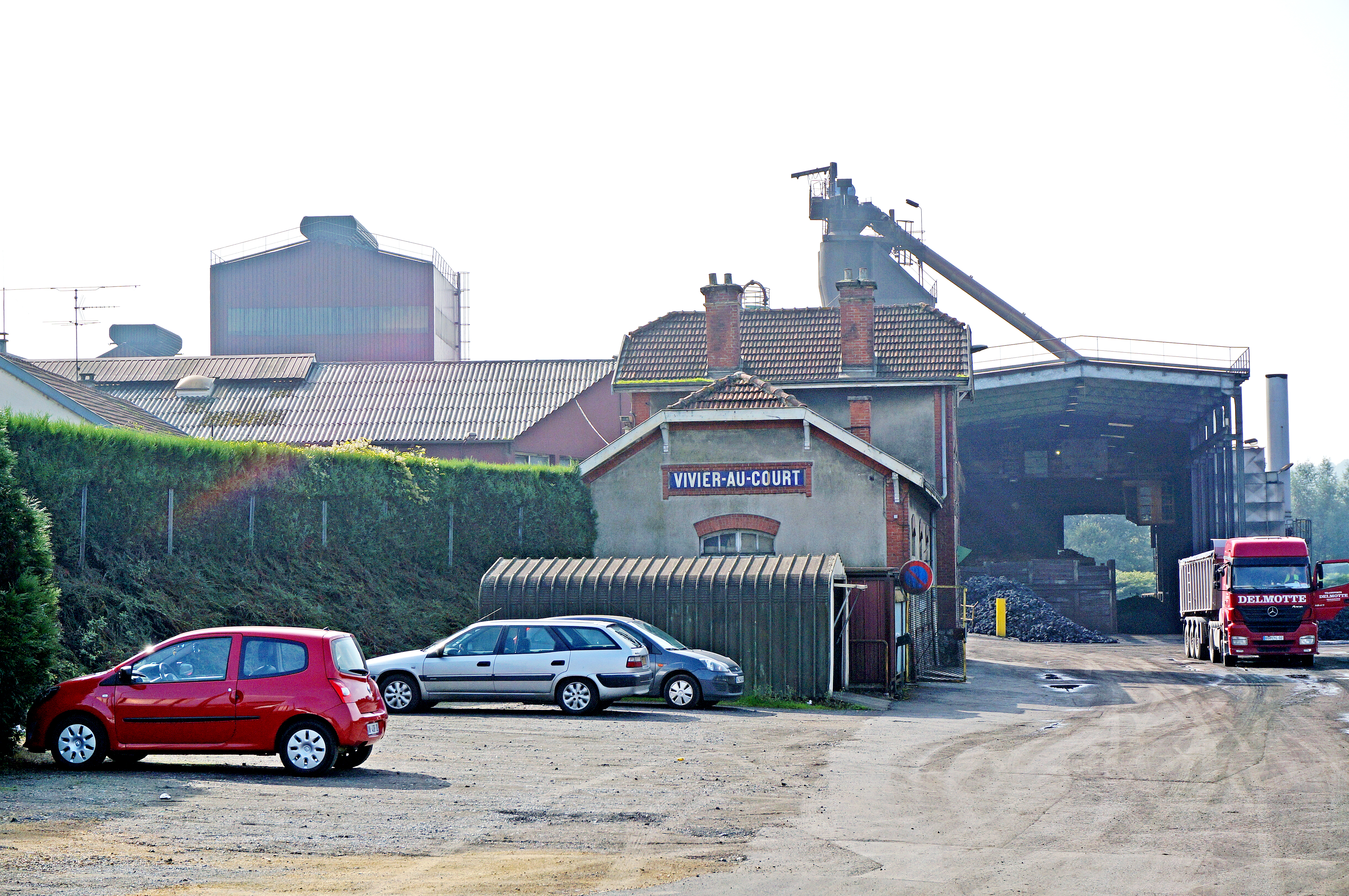
L'ancienne gare sur le site de La Fonte Ardennaise.
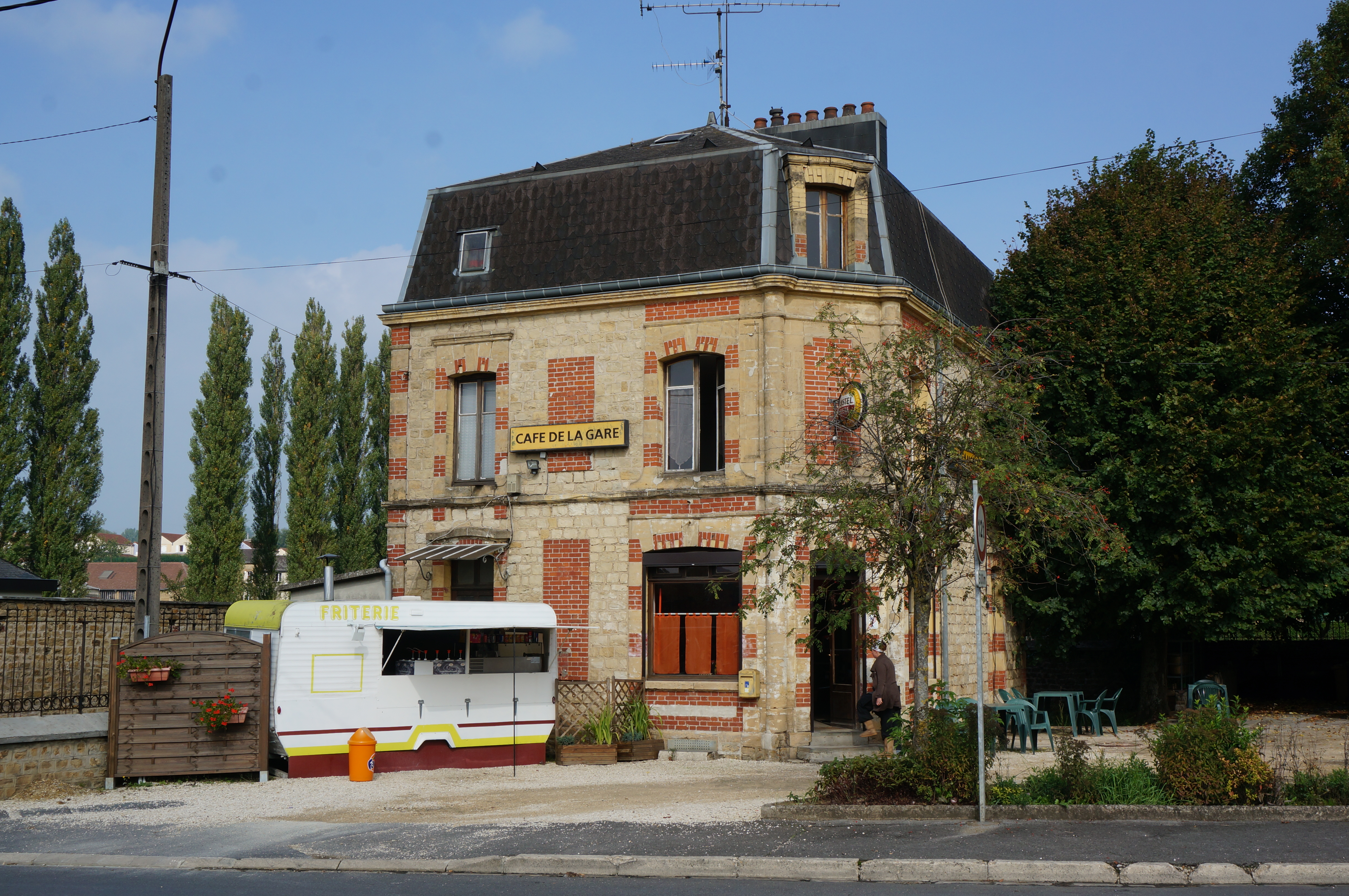
Le Café de la gare, proche de l'ancien bâtiment voyageurs